# Медаль «За спасение погибавших»
Меда́ль «За спасе́ние погиба́вших» — государственная награда Российской Федерации, учреждённая Указом Президента Российской Федерации от 2 марта 1994 года № 442. Автор медали — ведущий специалист Государственной герольдии, историк П. К. Корнаков.
Медалью награждаются граждане за спасение людей в экстремальных обстоятельствах, сопряжённых с риском для жизни.

## Положение о медали
1. Медалью «За спасение погибавших» награждаются граждане за спасение людей в чрезвычайных ситуациях и при других обстоятельствах, сопряженных с риском для жизни.
11. Награждение медалью «За спасение погибавших» может быть произведено посмертно.
2. Медаль «За спасение погибавших» носится на левой стороне груди и при наличии других медалей Российской Федерации располагается после медали «За отвагу на пожаре».
21. Для особых случаев и возможного повседневного ношения предусматривается ношение миниатюрной копии медали «За спасение погибавших», которая располагается после миниатюрной копии медали «За отвагу на пожаре».
3. При ношении на форменной одежде ленты медали «За спасение погибавших» на планке она располагается после ленты медали «За отвагу на пожаре».

## Описание медали

Медаль «За спасение погибавших» с удостоверением

Медаль «За спасение погибавших» из серебра. Она имеет форму круга диаметром 32 мм с выпуклым бортиком с обеих сторон.
На лицевой стороне медали — рельефное изображение знака ордена Мужества.
На оборотной стороне медали, в левой части, — изображение полувенка из пальмовых, лавровых и дубовых ветвей. В правой части — рельефная надпись: «ЗА СПАСЕНИЕ ПОГИБАВШИХ» и номер медали.
Медаль при помощи ушка и кольца соединяется с пятиугольной колодкой, обтянутой шёлковой, муаровой лентой белого цвета с полосками красного цвета вдоль краев. Ширина ленты — 24 мм, ширина полосок — 2 мм.
При ношении на форменной одежде ленты медали «За спасение погибавших» используется планка высотой 8 мм, ширина ленты — 24 мм.
Миниатюрная копия медали «За спасение погибавших» носится на колодке. Диаметр миниатюрной копии медали — 16 мм.

## История награды
Медаль «За спасение погибавших» учреждена Указом Президента Российской Федерации от 2 марта 1994 года № 442 «О государственных наградах Российской Федерации».Тем же указом утверждены первоначальное Положение о медали, в котором говорилось:
Медалью «За спасение погибавших» награждаются граждане за спасение людей во время стихийных бедствий, на воде, под землёй, при тушении пожаров и при других обстоятельствах.
Медаль «За спасение погибавших» носится на левой стороне груди и при наличии других медалей Российской Федерации располагается после медали «Защитнику свободной России».

и первоначальное описание медали, в котором говорилось:
Медаль «За спасение погибавших» имеет форму круга диаметром 32 мм с выпуклым бортиком с обеих сторон. На лицевой стороне — рельефное изображение знака ордена Мужества. На оборотной стороне в левой части — изображение полувенка из пальмовых, лавровых и дубовых ветвей. В правой части — рельефная надпись «За спасение погибавших». Медаль имеет номер. Медаль изготавливается из медно-никелевого сплава. Медаль с помощью ушка и кольца крепится к пятиугольной колодке, обтянутой шёлковой муаровой лентой шириной 24 мм. Лента белого цвета с полосами пурпурного цвета вдоль краев. Ширина полос 2 мм.
Указом Президента Российской Федерации от 1 июня 1995 года № 554 «О внесении изменений в Указ Президента Российской Федерации от 2 марта 1994 года № 442 „О государственных наградах Российской Федерации“» была утверждена вторая по времени редакция Положения о медали, в которой говорилось:
Медалью «За спасение погибавших» награждаются граждане за спасение людей во время стихийных бедствий, на воде, под землёй, при тушении пожаров и при других обстоятельствах.
Медаль «За спасение погибавших» носится на левой стороне груди и при наличии других медалей Российской Федерации располагается после медали «За отвагу».

Одновременно было утверждено и второе по времени описание медали, в котором говорилось:
Медаль «За спасение погибавших» из серебра, имеет форму круга диаметром 32 мм с выпуклым бортиком с обеих сторон. На лицевой стороне — рельефное изображение знака ордена Мужества. На оборотной стороне в левой части — изображение полувенка из пальмовых, лавровых и дубовых ветвей. В правой части — рельефная надпись «За спасение погибавших» и номер медали. Медаль при помощи ушка и кольца соединяется с пятиугольной колодкой, обтянутой шёлковой муаровой лентой белого цвета с полосками красного цвета вдоль краев. Ширина ленты 24 мм, ширина полосок 2 мм.

Указом Президента Российской Федерации от 6 января 1999 года № 19 «О внесении изменений в Указ Президента Российской Федерации от 2 марта 1994 года № 442 „О государственных наградах Российской Федерации“» в описание медали «За спасение погибавших» была внесена незначительная стилистическая правка.
В настоящем виде Положение о медали и её описание утверждены Указом Президента Российской Федерации от 7 сентября 2010 года № 1099 «О мерах по совершенствованию государственной наградной системы Российской Федерации».
Указом Президента Российской Федерации от 16 декабря 2011 года № 1631 в положение и описание медали были внесены дополнения, которыми предусмотрена миниатюрная копия медали. Также была предусмотрена возможность повторного награждения медалью за совершение подвига, проявленные мужество, смелость и отвагу.
15 сентября 2018 года в положение о медали внесена возможность посмертного награждения.

## Награждение медалью по годам
Награждение медалью по годам:
| 1994 | 1995 | 1996 | 1997 | 1998 | 1999 | 2000 | 2001 | 2002 | 2003 | 2004 | 2005 | 2006 | 2007 | 2008 | 2009 | 2010 | 2011 | 2012 | 2013 | 2014 | 2015 | 2016 | 2017 | 2018 | 2019 | 2020 | 2021 | 2022 | Всего |
| ---- | ---- | ---- | ---- | ---- | ---- | ---- | ---- | ---- | ---- | ---- | ---- | ---- | ---- | ---- | ---- | ---- | ---- | ---- | ---- | ---- | ---- | ---- | ---- | ---- | ---- | ---- | ---- | ---- | ----- |
| 28   | 511  | 1984 | 1179 | 1002 | 685  | 328  | 260  | 469  | 250  | 169  | 151  | 179  | 261  | 132  | 98   | 226  | 165  | 180  | 93   | 61   | 47   | 59   | 40   | 45   | 46   | 46   | 34   | 42   | 39263 |

3. Награждение иностранных граждан:
1. Белл, Брайан Роджер — командир вертолёта 22 воздушной эскадрильи военно-воздушных сил (23 ноября 2002 г.)[12].
2. Бинэйд, Франсуа — второй пилот вертолёта 22 воздушной эскадрильи военно-воздушных сил (23 ноября 2002 г.)[12].
3. Бургер, Вилли — второй пилот вертолёта 22 воздушной эскадрильи военно-воздушных сил (23 ноября 2002 г.)[12].
4. Джордж, Кеннет Фредерик — бортинженер вертолёта, инженер-механик по обслуживанию вертолётов «Орикс» 22 воздушной эскадрильи военно-воздушных сил (23 ноября 2002 г.)[12].
5. Джю, Тревор Артур — командир вертолета, старший пилот 22 воздушной эскадрильи военно-воздушных сил (23 ноября 2002 г.)[12].
6. Оуэн, Даниелл — бортинженер вертолёта, инженер по обслуживанию самолётов 22 воздушной эскадрильи военно-воздушных сил (23 ноября 2002 г.)[12].
7. Спроул, Грегори Бруно — командир вертолёт 22 воздушной эскадрильи военно-воздушных сил (23 ноября 2002 г.)[12].
8. Тейк, Эдуан — бортинженер вертолёта, инженер по обслуживанию самолётов 22 воздушной эскадрильи военно-воздушных сил (23 ноября 2002 г.)[12].
9. Тэйт, Кевин — капитан научно-исследовательского судна «Агалас» южноафриканской антарктической экспедиции (23 ноября 2002 г.)[12].
10. Кнапик, Йозеф — начальник отделения штаба 24 авиабазы транспортной авиации военно-воздушных сил Чешской Республики (15 ноября 2012 г.)[13].
11. Минчик, Игор — авиационный диспетчер центра управления воздушным движением 21 авиабазы тактической авиации военно-воздушных сил Чешской Республики (15 ноября 2012 г.)[13].
12. Плавка, Давид — начальник смены пожарного расчета 21 авиабазы тактической авиации военно-воздушных сил Чешской Республики (15 ноября 2012 г.)[13].
13. Сухарда, Ян — старший пожарный смены пожарного расчета 21 авиабазы тактической авиации военно-воздушных сил Чешской Республики (15 ноября 2012 г.)[13].
14. Исаев, Марат Орозматович — курьер общества с ограниченной ответственностью «Дизайн Депо», гражданин Киргизской Республики (8 марта 2016 г.)[14]

## В филателии

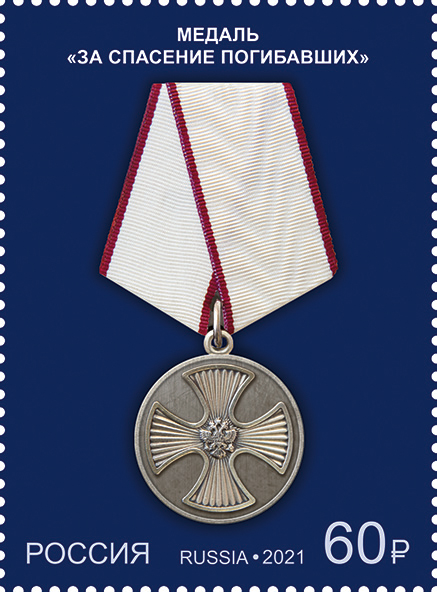
Марка Почты России, 2021 год

В 2021 году Почтой России в серии «Государственные награды Российской Федерации» была выпущена марка, на которой изображена медаль.